# Simulamerelina
Simulamerelina is een geslacht van weekdieren uit de klasse van de Gastropoda (slakken).

## Soorten
- Simulamerelina caribaea (d'Orbigny, 1842)
- Simulamerelina corruga (Laseron, 1956)
- Simulamerelina crassula (Rehder, 1980)
- Simulamerelina didyma (Watson, 1886)
- Simulamerelina gemmata (Powell, 1927)
- Simulamerelina granulosa (Pease, 1862)
- Simulamerelina hewa (Kay, 1979)
- Simulamerelina longinqua (Rehder, 1980)
- Simulamerelina mauritiana (Martens, 1880)
- Simulamerelina novemstriata Faber & Moolenbeek, 2004
- Simulamerelina tokyoensis (Pilsbry, 1904)
- Simulamerelina wanawana (Kay, 1979)